# Robertinho do Acordeon
José Carlos Ferrarezi, mais conhecido como Robertinho do Acordeon (Lucélia, 9 de janeiro de 1939 — São Paulo, 3 de janeiro de 2006), foi um acordeonista brasileiro.

## Biografia
Desde criança, ouvia música caipira nos alto-falantes das praças de Lucélia, onde nasceu e se criou. Neto e sobrinho de músicos (seu avô regia no teatro Scala, e seu tio seria maestro em Guaraçaí), foi matriculado pelo pai na escola de música de Armando Patti em Valparaíso, para onde sua família mudara. Não se deu bem com os estudos formais, porém seus professores apostavam em seu talento e em seu "ouvido".
Aos 11 anos, integrou o trio Palmeirinha, Lenço Verde e Zezinho — ele, o sanfoneiro —, cujo sucesso começou a interferir nos estudos, obrigando o pai a tirá-lo do trio.
Palmeirinha, anos depois, se consagraria como Tião Carreiro, da dupla Tião Carreiro & Pardinho.
Com a mudança da família para São Paulo, em 1951, Robertinho resolveu tentar a sorte em programas de calouros, e foram vários — o Calouros Piratininga (rádio Piratininga), o Clube Papai Noel (Rádio Tupi), o Peneira Rodhine (Rádio Cultura), entre outros, sempre obtendo o primeiro lugar como instrumentista. No entanto, foi gongado no programa A Hora do Pato, comandado por Manuel da Nóbrega na antiga Rádio Nacional, o que o fez desistir desse recurso e tentar se profissionalizar.
O músico liderava o grupo Robertinho do Acordeon & Seu Regional, que acompanhou o programa Viola, Minha Viola, de Inezita Barroso, na TV Cultura durante 25 anos. Como compositor, gravou mais de 20 discos, além de ter acompanhado muitos dos principais nomes da música de raiz, como as duplas Tonico & Tinoco, Pedro Bento & Zé da Estrada, Tião Carreiro & Pardinho, além da própria Inezita Barroso.
Era casado com a atriz Paulette Bonelli com quem tinha um filho: Richard.
Morreu de câncer no pulmão aos 66 anos de idade.

## Discografia
| - Arrasta-pé fantástico (1982) CID LP | - Canta Brasil (2000) Alegreto CD |

## Filmografia
- 1958 - Chofer de Praça
- 1977 - Presidio de Mulheres violentadas
- 1984 - A volta do Jeca
- 1983-2006 - Viola, Minha Viola , na TV Cultura
- 2002 - João Pacífico , o caipira de São Paulo